# Sacha Toorop
Pour les articles homonymes, voir Toorop.
Sacha Toorop, né en 1970 à Liège, est un auteur-compositeur-interprète et instrumentiste belge, notamment créateur de l'orchestre imaginaire Zop Hopop. Auteur d'une musique très personnelle, cultivant l'éclectisme dans « un style pop qui n'appartient qu'à lui », vaut l'intérêt de divers artistes tels Ted Milton (en), Dominique A, Yann Tiersen, Adamo... aux albums desquels il contribue au fil des ans à différents niveaux, tantôt instrumentiste (guitare, basse, batterie, etc.), tantôt arrangeur ou co-auteur.

## Biographie
Sacha Toorop est né à Liège, dernier né d'une famille de six enfants. Il est le fils du musicien de rock'n roll batavo-indonésien, Ruud « Richy » Toorop, chanteur-guitariste des Jockers, des Black Eye ou encore des Twangies, des groupes de la mouvance Indorock (en). Il est également l'arrière-petit-neveu du peintre Jan Toorop.
Peu attiré par les études, Sacha Toorop s'engage assez rapidement dans une carrière musicale : autodidacte, batteur, il devient rapidement multi-instrumentiste. Fan de Depeche Mode et Duran Duran, il les imite avec des amis à l’âge de 14 ans, il est associé à partir de 1988 à un groupe local, Nothing Special, puis en 1989 à Billy et the E.P.'s. Dès le début des années 1990, il se consacre au projet d'orchestre imaginaire Zop Hopop - auquel il est souvent identifié - autour duquel gravitent de nombreux musiciens liégeois.

### Carrière musicale
Il sort, entre 1996 et 2005, quatre albums essentiellement en anglais sous le nom Zop Hopop, notamment ponctués de l'album Western salué comme un « chef-d’œuvre [d']émotion et [d']intensité ». Dès 1997, il collabore avec Yann Tiersen pour l'album Le Phare puis, en 1999, avec Dominique A aux musiques duquel, dans une complicité artistique revendiquée, il apporte « plus de muscle » puis encore, en 2000, avec Françoiz Breut pour Vingt à Trente Mille Jours. En 2006, pour la première fois sous son propre nom, il sort AuClairDeLaTerre, un album chanté exclusivement en français, proposant onze titres dont certains sont décrits par la critique comme des « perles de sensibilité ». Cet album reçoit en 2007 l'Octave de la musique de la chanson française, un prix du Conseil de la Musique et de la SABAM qui distingue les artistes ayant particulièrement animé le monde musical en Communauté française.
En 2007, il est co-auteur et interprète du single Comic Strip Bubble sur l'album The King Of Eyes Tits and Teeth du groupe Monsoon, un titre repris pour la bande originale du film américain Enough Said en 2013. En 2008 il participe à l'enregistrement de l'album La Vie buissonnière de Karin Clercq et interprète la chanson Beautiful Day lors du concert d'adieu du groupe Venus, reprise sur le Venus - Best of & live. En 2009, il partage un duo avec le chanteur Saule sur le morceau Désert de l'album Western. En 2010, il accompagne à la batterie la tournée européenne de l'artiste anglo-canadien David Celia (en), puis, en 2011, la tournée acoustique d'Axelle Red en Europe et au Moyen-Orient. Durant l'été de la même année, il partage la scène des Francofolies de La Rochelle, de Spa et de Montréal avec le français Albin de la Simone et la québécoise Marie-Pierre Arthur.
En 2014, il reprend sa collaboration avec Dominique A et participe à l'enregistrement de l'album Éléor avant de l'accompagner à la batterie dans la tournée qui s'ensuit.

## Discographie

### Albums
- Zop Hopop :
  - Welcome, Soundstation, (1996)
  - Red Poppies, Soundstation, (1998)
  - Western, Soundstation, (2001)
  - Interlude, Soundstation, (2003)
  - Mangrovia, Bang!, (2005)

- Sacha Toorop :
  - AuClairDeLaTerre, (2006)
  - Les Tourments du Ciel, Igloo Records/Factice, (2017)

### Cinéma
- Congorama, de Philippe Falardeau (2006), Mile Après Mile (interprète)
- Les Géants de Bouli Lanners (2011) : The Madclub (auteur, compositeur interprète)
- Manu  (film, 2018) d'Emmanuelle Bonmariage : Musique Originale

## Collaborations
- Le phare de Yann Tiersen, Ici d'ailleurs, 1997
- Françoiz Breut de Françoiz Breut, Lithium, 1997
- Remué de Dominique A, Lithium, 1999
- Ramdam de Pierre Bondu, Le village vert, 1999
- Vingt à trente mille jours, de Françoiz Breut, Labels, 2000
- Auguri de Dominique A, Delabel, 2001
- Parrondo (avec José Parrondo), Soundstation, 2004
- L'horizon de Dominique A, Olympicdisk, 2006
- La Vie buissonnière de Karin Clercq, Bang, 2009
- Rouge Ardent de Axelle Red, Naïve, 2013
- Éléor, Dominique A, Cinq7, 2015